# فهرست موزه‌های اراک

## فهرست
| نام موزه           | موضوع                                                                      | مکان                                                            | تصویر |
| ------------------ | -------------------------------------------------------------------------- | --------------------------------------------------------------- | ----- |
| موزه مردم‌شناسی     | مجموعه‌ای از نمونه انواع نسخ خطی، آثار و ظروف باستانی وماکت‌های مردم‌شناسی    | خیابان شریعتی (عباس‌آباد)، حمام چهارفصل                          |       |
| موزه سلطان‌آباد     | مجموعه‌ای از آثار دوران اسلامی از مناطق مختلف کشور                          | مجموعه بازار اراک، بین گذرهای ملاقاسم و لوطی هاشم، تیمچه کاشانی |       |
| موزه صنایع‌دستی     | مجموعه‌ای از صنایع دستی استان مرکزی و مناطق دیگر کشور                       | مجموعه بازار اراک، گذر سپهداری خانه حسن پور                     |       |
| موزه تنوع‌زیستی     | مجموعه‌ای از گیاهان و جانداران حیات‌وحش استان مرکزی و معرفی مناطق زندگی آنها | تقاطع غیر همسطح محیط زیست اداره حفاظت از محیط زیست استان مرکزی  |       |
| موزه سنگ و گوهر    | مجموعه‌ای از سنگ‌های قیمتی و نیمه‌قیمتی                                       | شهرک شهید بهشتی فاز ۲، نبش کوچه خرداد ۷                         |       |
| موزه بزرگ اراک     | در حال ساخت                                                                | بلوار شهید آنجفی، میدان مقاومت                                  |       |
| موزه مفاخر         | معرفی مفاخر و مشاهیر استان مرکزی                                           | انتهای خیابان دکتر شریعتی، خیابان شهید بهشتی خانه خاکباز        |       |
| موزه آب            |                                                                            | در محل موزه مفاخر                                               |       |
| موزه قلعه وکیل     | صنایع دستی و هنرهای سنتی                                                   | خ چمران، خ هاشمی‌نژاد، کوچه وکیل                                 |       |
| موزه دفاع مقدس     |                                                                            | بلوار قائم مقام، بلوار دفاع مقدس                                |       |
| موزه آموزش و پرورش |                                                                            | میدان شهدا، جنب پل خیبر، کوچه آموزش و پرورش                     |       |